# Daniil Alexejewitsch Aldoschkin
Daniil Alexejewitsch Aldoschkin (russisch Даниил Алексеевич Алдошкин, wiss. Transliteration Daniil Alekseevič Aldoškin; * 19. Juni 2001 in Kolomna) ist ein russischer Eisschnellläufer.

## Werdegang
Aldoschkin startete international erstmals bei den Juniorenweltmeisterschaften 2018 in Salt Lake City und holte dort die Bronzemedaille in der Teamverfolgung. Im folgenden Jahr gewann er bei den Juniorenweltmeisterschaften in Baselga di Piné die Bronzemedaille über 5000 m sowie die Silbermedaille in der Teamverfolgung. Zu Beginn der Saison 2019/20 lief er in Nagano erstmals im Eisschnelllauf-Weltcup und errang dabei in der B-Gruppe den 11. Platz über 5000 m. Im weiteren Saisonverlauf wurde er russischer Meister über 5000 m, sowie im Teamsprint und holte bei den Juniorenweltmeisterschaften 2020 in Tomaszów Mazowiecki die Silbermedaille im Teamsprint und jeweils die Goldmedaille über 5000 m, sowie in der Teamverfolgung. In der Saison 2020/21 siegte er bei den russischen Meisterschaften in der Teamverfolgung und im Mehrkampf und erreichte in Heerenveen mit Platz drei in der Teamverfolgung seine erste Podestplatzierung im Weltcup. Beim Saisonhöhepunkt, den Einzelstreckenweltmeisterschaften 2021 in Heerenveen, kam er auf den sechsten Platz über 5000 m. Nach drei Top-Zehn-Platzierungen bei den russischen Meisterschaften, darunter Platz zwei über 1500 m, zu Beginn der Saison 2021/22, startete er im Weltcup meist in der B-Gruppe. Bei den Europameisterschaften im Januar 2022 in Heerenveen wurde er Vierter über 1500 m. Beim Saisonhöhepunkt, den Olympischen Winterspielen 2022 in Peking, gewann er die Silbermedaille in der Teamverfolgung. Zudem belegte er dort den 14. Platz über 1500 m und den fünften Rang im Massenstart.

## Teilnahmen an Weltmeisterschaften und Olympischen Winterspielen

### Olympische Spiele
- 2022 Peking: 2. Platz Teamverfolgung, 5. Platz Massenstart, 14. Platz 1500 m

### Einzelstrecken-Weltmeisterschaften
- 2021 Heerenveen: 6. Platz 5000 m

## Persönliche Bestzeiten
| Distanz | Zeit         | Datum             | Ort        |
| ------- | ------------ | ----------------- | ---------- |
| 500 m   | 36,70 s      | 17. Januar 2021   | Heerenveen |
| 1000 m  | 1:14,61 min  | 26. Januar 2019   | Helsinki   |
| 1500 m  | 1:43,66 min  | 11. Dezember 2021 | Calgary    |
| 5000 m  | 6:17,54 min  | 11. Februar 2021  | Heerenveen |
| 10000 m | 13:27,50 min | 31. Oktober 2021  | Kolomna    |